# 당신은 몰라요
당신은 몰라요(Jaane Tu... Ya Jaane Na)는 인도에서 제작된 압바스 티레왈라 감독의 2008년 코미디, 드라마, 멜로/로맨스 영화이다. 임란 칸 등이 주연으로 출연하였다.

## 출연

### 주연
- 임란 칸
- 제넬리아 드수자